# Semarang
Semarang és una ciutat d'Indonèsia a la costa nord de l'illa de Java. És la capital de la província de Java Central. Amb més de dos milions d'habitants (segons el cens del 2010) és la cinquena ciutat més gran d'Indonèsia.

## Fills il·lustres
- Willem Einthoven (1860 - 1927) metge, Premi Nobel de Medicina o Fisiologia de l'any 1924.